# Космо
Космо (англ. Cosmo; рос. Космо) — персонаж коміксів американського видавництва Marvel Comics. Космо — радянський пес-космонавт, телепат, начальник охорони космічної станції Ніденія, член Вартових галактики. Космо був вигаданий Деном Абнеттом та Енді Леннінґом як відсилання до Лайки, радянського собаки-космонавта. Дебют відбувся у Nova #8 (січень 2008).
Жіноча версія Космо, озвучена болгарською акторкою Марією Бакаловою, з'являлася у проєктах кіновсесвіту Marvel: «Вартові галактики» (2014), «Вартові галактики 2» (2017), «А що як...?» (2021), «Вартові галактики: Святковий спецвипуск» (2022) та «Вартові галактики 3» (2023).

## Вигадана біографія
Космо — радянський космічний пес, запущений у 1960-х роках у рамках експерименту. Внаслідок аварії він опинився на космічній станції Ніденія та під дією космічного випромінення набув телепатичних здібностей, ставши начальником охорони станції.
Космо зустрів Нову (Річарда Райдера) після нападу зомбі та допоміг йому розслідувати серію смертей на станції. Спільними зусиллями вони виявили винуватця та ізолювали його. Під час подій на планеті Квч Космо намагався знайти ліки проти вірусу трансмодифікації.
Космо був залучений до пригод разом із командою Вартових галактики. У цей час Космо тимчасово перетворився на цуценя. Під час подій The Thanos Imperative після розпаду Вартових галактики Космо отримав завдання створити нову команду — Анігіляторів, до якої залучив Срібного Серфера, Гладіатора, Бету Рея Білла, Квазар та Ронана.
Пізніше Космо постраждав під час захоплення Ніденії капітаном Скаарном, але його врятував Нова (Сем Александер). Згодом він очолив нову команду Корпус Ніденії, яка допомагала йому боротися зі злочинністю.